# Covestro
Covestro AG är ett tyskt företag som tillverkar specialkemikalier för värmeisolerande skum och transparent polykarbonatplast. Företaget grundades 2003 och ingår som delkoncern i Bayer AG. 
Bayer MaterialScience skapades utifrån Bayer Polymers. Bayer MaterialScience tillverkar och utvecklar lacker, klister, tätningsmedel,  polykarbonat och polyuretan. Man riktar sig mot fordonsindustrin.